# Веселе тріо
Весе́ле трі́о (англ. Merry Trio) — картина художниці з Голландії Юдит Лейстер (1609—1660).

## Голландія початку 17 століття
На початку 17 століття Голландія пережила низку років самоствердження і бадьорості. Бо успішно закінчувалася боротьба за власну незалежність від могутньої імперії Іспанії. Залишалася довга праця щодо визнання молодої держави, яка щойно з'явилася на політичній мапі Західної Європи. Самоствердження і бадьорість були притаманні і поведінці мешканців, і національному мистецтву, що активно позбавлялося релігійних обмежень, які йшли від папського двору католицької Італії. Панування протестантизму, що не визнавав релігійні образи, привело як до іконоборства в Нідерландах, так і до значного скорочення замов на релігійний живопис. І, навпаки, це приведе до вибухового поширення світських за тематикою жанрів. Саме в мистецтві Голландії значної міці і розвитку набули портрет, пейзаж, побутовий жанр, натюрморт, подібного котрому не знали навіть визначні центри мистецтва у Італії чи Франції.
Маловідомою сторінкою мистецтва Голландії тих років були так звані камери риторів. Вони поєднували різні верства населення, що збиралося для спілкування, читання віршів, вечірок. Зустрічі швидко переходили як у веселощі-вечірки з музикою, так і в самодіяльні концерти і невеличкі вистави. Відгомоном тих невеличких вистав стали деякі твори місцевих художників. Серед активістів однієї камери риторів був і художник Франс Галс. Дослідників довго засмучував портрет Пітера ван дер Морсха з копченим оселедцем в руці (навіщо оселедець в портреті?). Розв'язання прийшло з архівів, коли дізналися, що тоді мав розповсюдження вислів «дати копченого оселедця» (щось на кшталт українського «залити пекучого сала під шкіру», «дати перцю»). Тоді й зрозуміли, що Галс малював одного з немолодих активістів камери риторів (зберігає Пітсбург, Інститут Карнегі, 1616 рік.)

## Художниця молодиця
Молодість і роки навчання Юдит Лейстер прийшлися саме на цей період. Здібна дівчина або сама бувала на тих вечірках з музи́ками, або добре знала вистави активістів камери риторів. Про це свідчать зв'язки з харлемською майстернею Франса Галса і жанрові твори художниці, досить не схожі на картини того ж Галса.

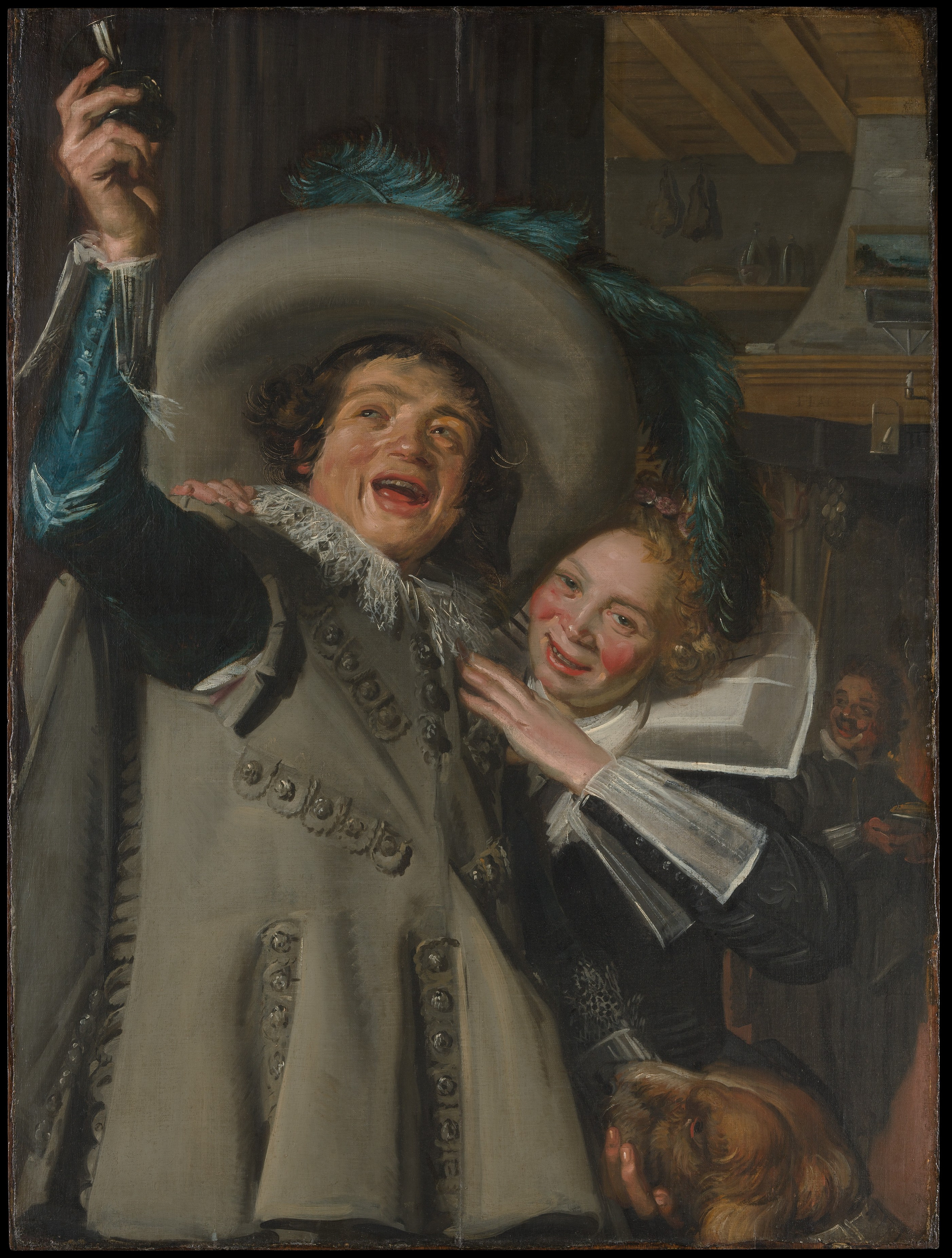
Франс Галс. «Бешкетник юнкер з черговою подружкою», Метрополітен-музей
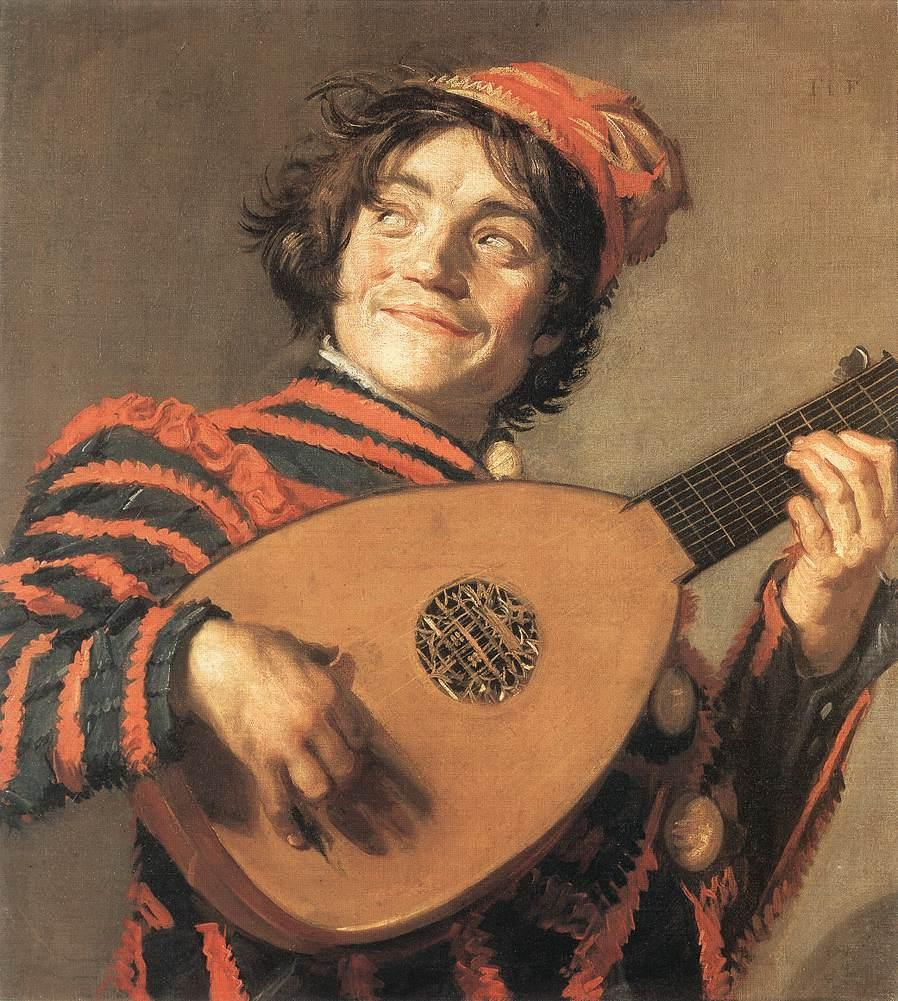
Франс Галс. «Блазень з лютнею», Лувр
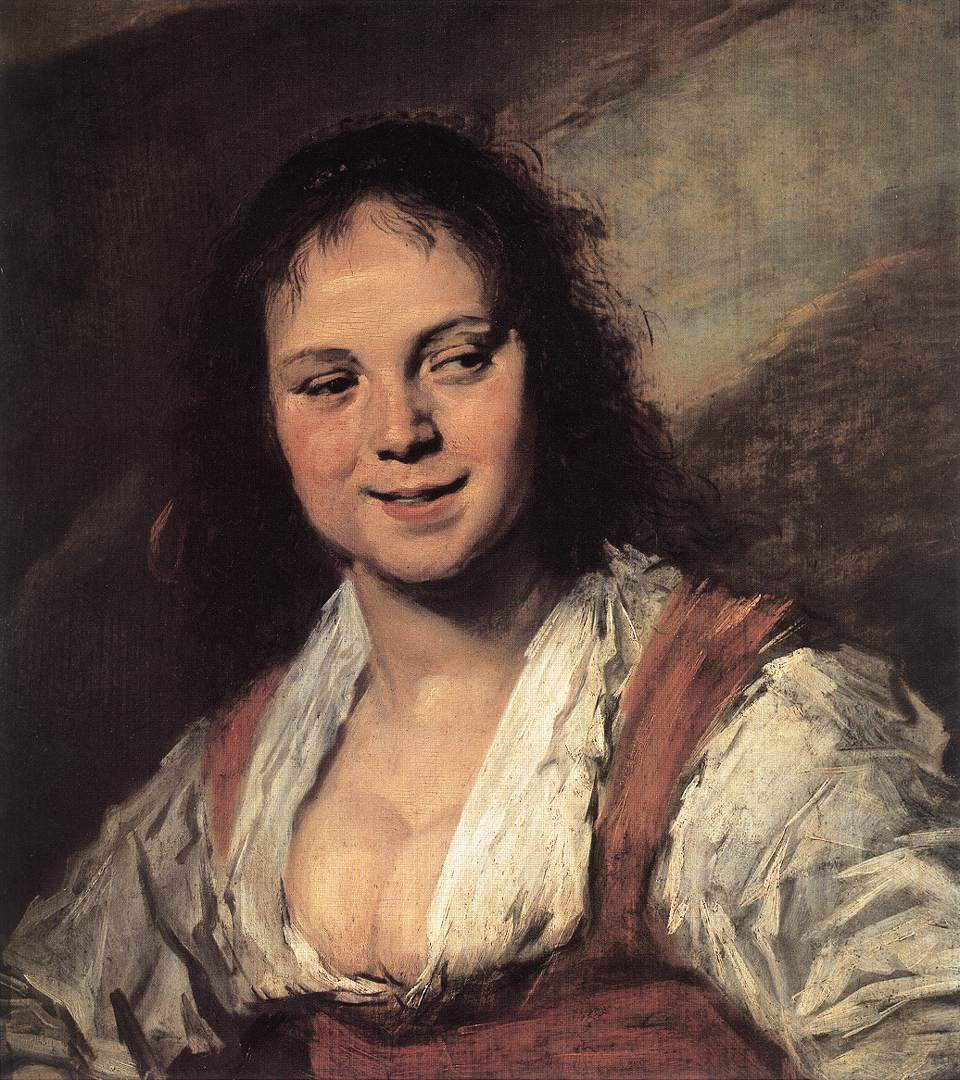
Франс Галс. «Циганка», Лувр
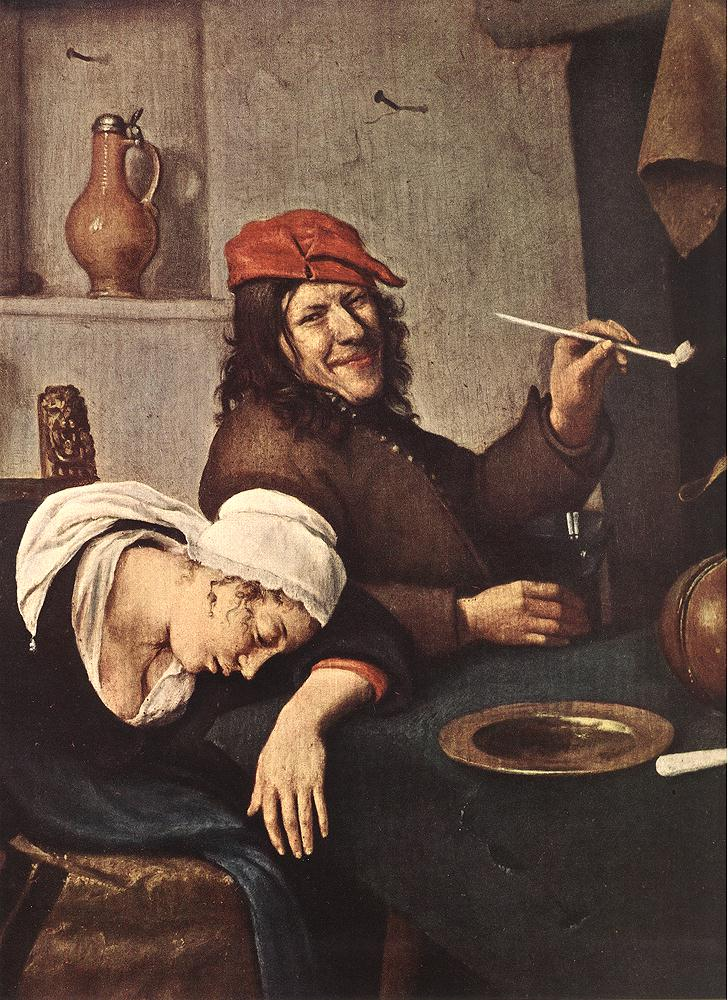
Ян Стен, «Автопортрет з дружиною напідпитку»
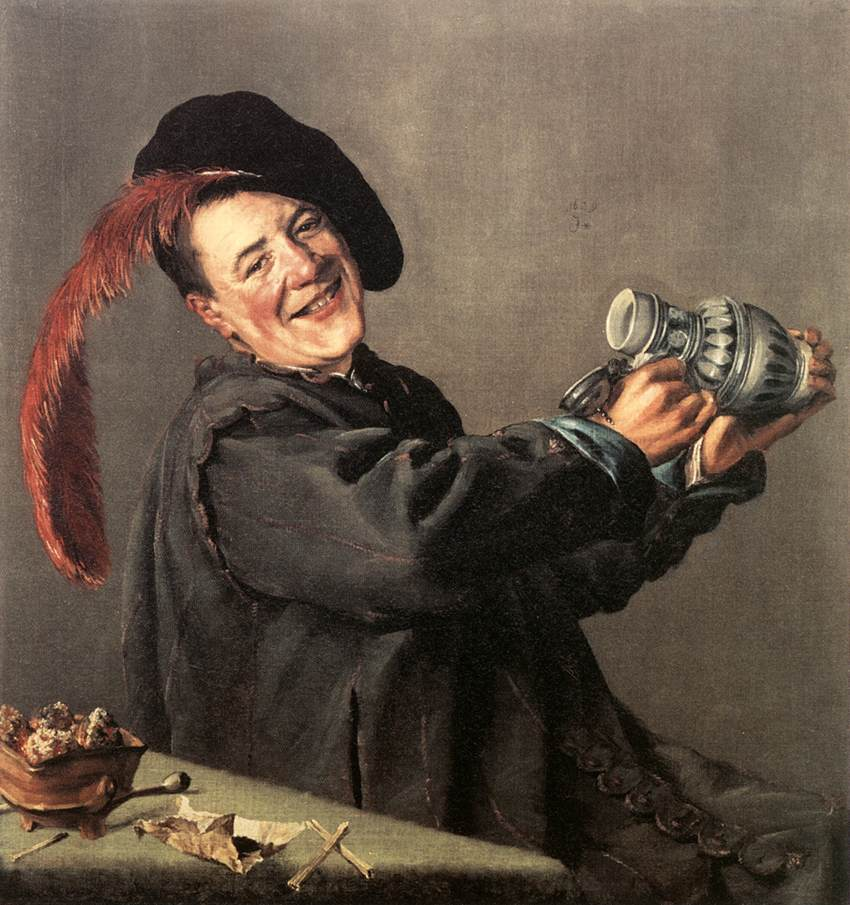
Юдит Лейстер. «Пий до краплі», 1629, Музей Франса Галса, Харлем
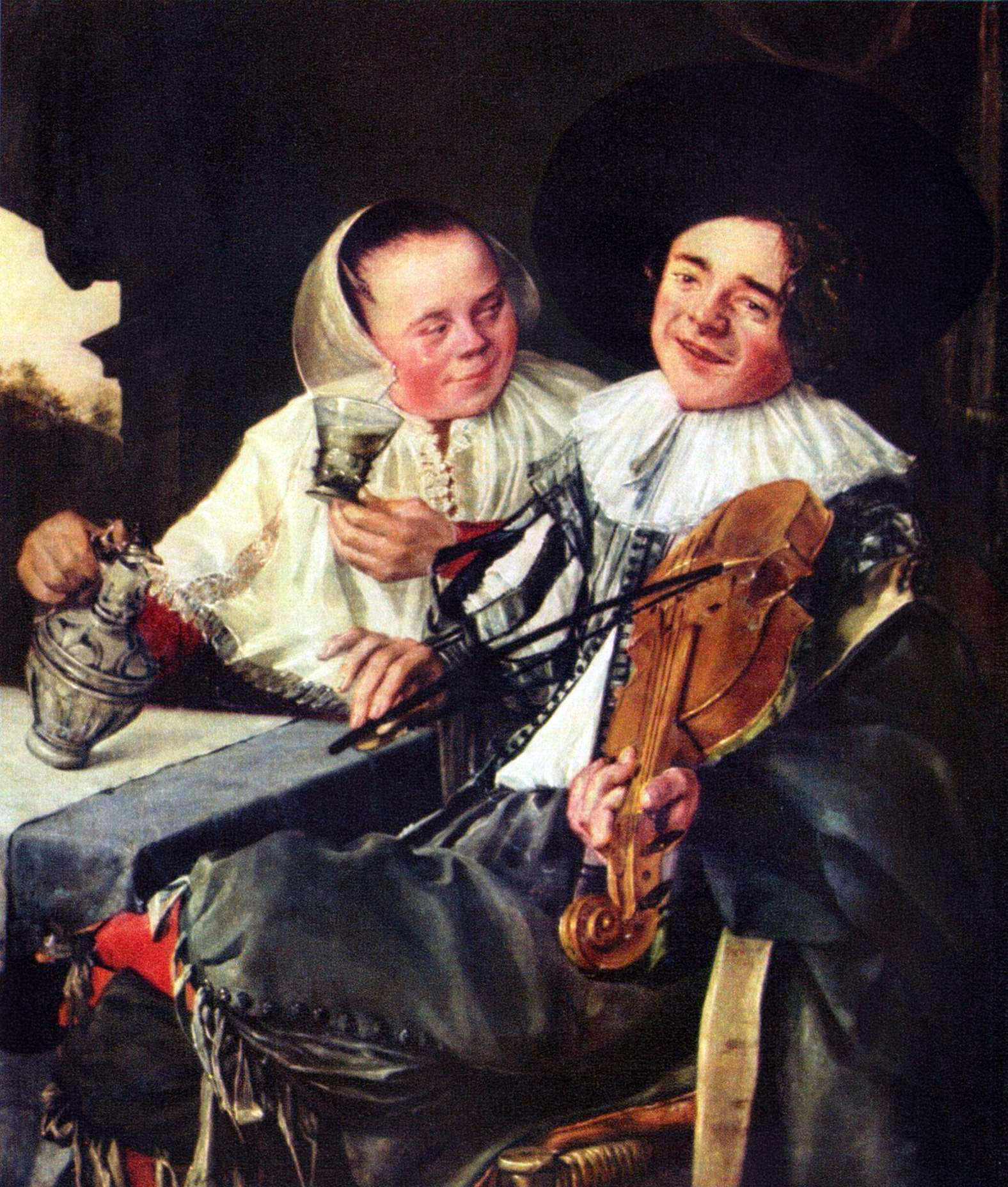
Юдит Лейстер. «Бенкетуюча пара», 1630, Лувр, Париж
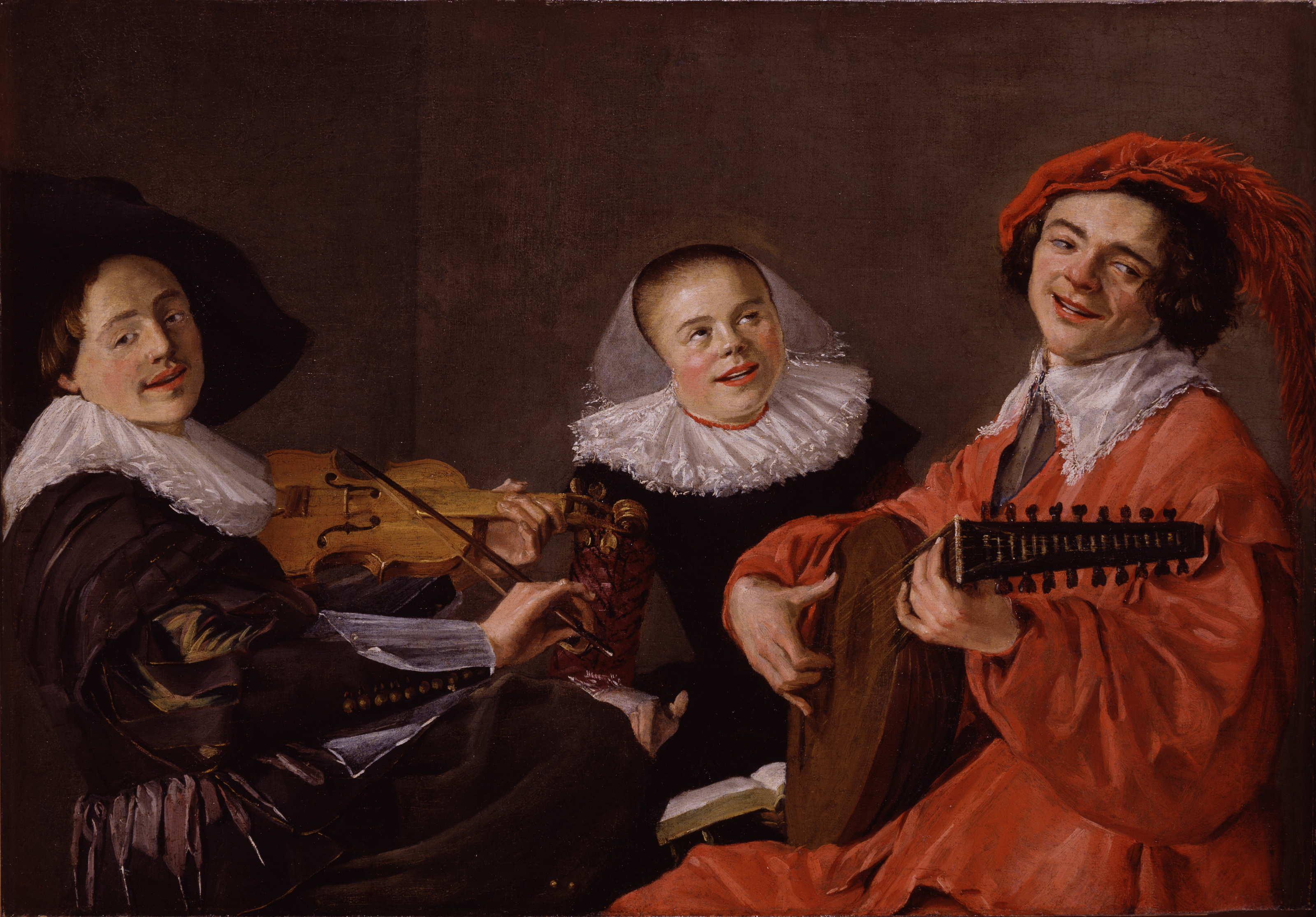
Юдит Лейстер. «Концерт», 1633 р.
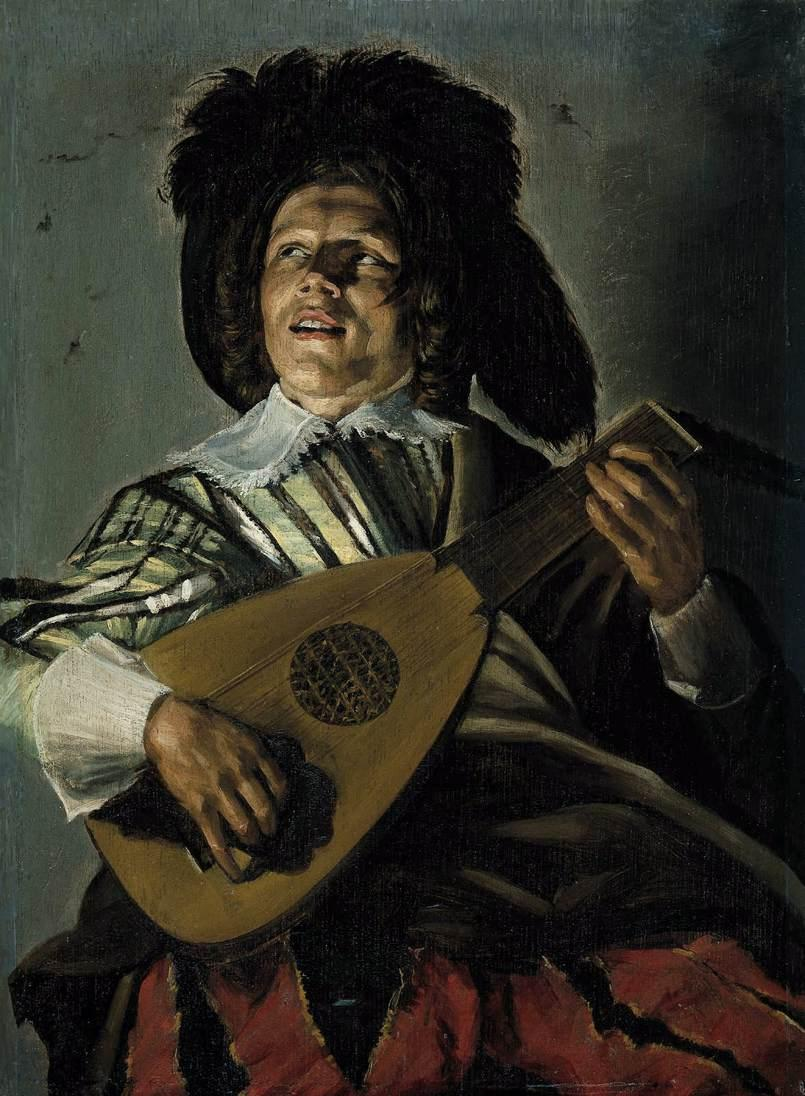
Юдит Лейстер. «Серенада», 1629, Амстердам

## Опис твору
В невеликому приміщенні б'ють байдики три парубки. Галас стояв такий, що на гомін збіглися глядачі. Веселощі для трьох мимоволі переросли у невеличку виставу з імпровізаціями, як то відбувалось в ту пору і камерах риторів. Головну роль узяв на себе хлопець в червоному одязі. Витівки та жарти діяльно підтримав приятель-скрипаль. Про успіх несподіваної вистави з жартами (завжди нешляхетними) свідчить регіт свідків і третій з парубків, що вказує на глядачів. Невеличка побутова сцена, позбавлена протестантської стриманості та чемності, наче вихоплена з реального життя. Зрозуміло, що її доробляла молода художниця в майстерні.
Подібні сценки були відомі як на виставах в камерах риторів, так і в реальному житті напередодні Великого Посту. Готуючись до нього, молодь жваво спілкувалась, ходила в гості, лунала музика, а зустрічі переростали в гучні бенкети з вином та жартами. Про це свідчить і інша картина Юдит Лейстер «Два парубки напідпитку і Смерть» (1639, Музей мистецтв Філадельфії, США). В ній теж байдикують і п'ють вино два парубки. Але третім персонажем постає Смерть з черепом та пісковим годинником в руках. Це враз позбавило твір побутово-жартівливого спрямування і перевело останній у ланку творів дидактики, у ланку «Марнота марнот», на територію філософського «Пам'ятай про смерть».
В картині ж «Веселе тріо» панують бадьорість і молоді жарти. Натяки на все сумне прибрала і сама художниця. Якщо полотно закінчене у 1631 році, то їй самій тільки двадцять один рік.